# Établissement public local d'enseignement
 (mai 2021).
En France, l'établissement public local d'enseignement (EPLE) est un établissement scolaire d'enseignement secondaire. C'est une entité de droit public dotée de la personnalité morale et chargée d'une activité de service public dont la spécialité est l'enseignement. Il comprend : 
- collèges ;
- lycées d'enseignement général et technologique (LGT) ;
- lycées professionnels (LP) ;
- lycées polyvalents (LPO) ;
- Établissements publics locaux d'enseignement et de formation professionnelle agricoles (EPLEFPA[1]) fonctionnant  sur le même principe, mais dont le régime est fixé par le code rural et de la pêche maritime, les compétences de l'État étant assurées par le ministère de l'Agriculture et la direction régionale de l'Alimentation, de l'Agriculture et de la Forêt ;
- lycées polyvalents, éventuellement avec le label « lycée des métiers » ;
- établissements régionaux d'enseignement adapté (EREA) ;
- écoles régionales du premier degré (ERPD).

## Histoire
En 1975, la loi Haby (no 75-620 du 11 juillet 1975) entraîne la création d'établissements publics nationaux (EPN) avec la prise en charge totale par l'État des dépenses afférentes aux établissements scolaires du second degré. En 1982, la loi de décentralisation no 82-213 du 2 mars 1982 attribue à nouveau des compétences aux collectivités territoriales en matière de financement et de gestion du système éducatif. En 1983, s'opère la création de l'EPLE par la loi no 83-633 du 22 juillet 1983 portant répartition de compétences entre les communes, les départements, les régions et l'État. 1985 voit la naissance effective de l'EPLE avec le décret no 85-924 du 30 août 1985, modifié à plusieurs reprises par les décrets de la loi d'orientation de 1989 (autonomie pédagogique et administrative, projet d'établissement, droits des élèves...) et la loi d'orientation de 2005 (réaffirmation de l'autonomie, logique de performance et contrat d'objectifs, instauration du conseil pédagogique et possibilité de mener des expérimentations...).
En 2004, une deuxième loi de décentralisation (loi no 2004-809 du 13 août 2004) transfère aux collectivités locales la propriété des immeubles, l'accueil, la restauration, l'hébergement et l'entretien général et technique des établissements ainsi que le recrutement et la gestion des agents chargés de ces missions. En 2013, la loi de refondation no 2013-595 du 8 juillet 2013 instaure les contrats d'objectifs tripartites entre l'État (représenté par le recteur d'académie), la collectivité territoriale et l'EPLE. Elle clarifie notamment les rôles des collectivités dans la politique numérique (équipement, maintenance, acquisitions des logiciels nécessaires à l'enseignement et aux échanges entre les membres de la communauté éducative).

## Organisation
Les compétences sont partagées entre l'État et les collectivités territoriales. L'État, via le ministère de l'Éducation nationale et ses services académiques, conserve ses prérogatives nationales en termes d'enseignement et de délivrance des diplômes. À ce titre, il a pour responsabilités (entre autres) de :
- définir les programmes d'enseignement ;
- recruter et gérer les personnels de direction, d'enseignement et d'éducation ;
- définir et délivrer les diplômes nationaux ;
- répartir les moyens d'enseignement de façon équitable sur l'ensemble du territoire ;
- veiller au respect des grands principes éducatifs.

Les collectivités territoriales sont, depuis 2004, propriétaires des locaux des EPLE. À ce titre, elles ont pour responsabilités :
- la construction et l'entretien des EPLE ;
- l'attribution d'un budget de fonctionnement ;
- l'accueil, la restauration et l'hébergement des élèves ;
- la gestion des personnels liés à ces services (les personnels techniciens, ouvriers et de service/TOS).

Le fonctionnement de l'établissement est coordonné par un conseil d'administration auquel siègent des représentants des personnels, des parents d'élèves, des élèves (sauf dans les ERPD), des élus des collectivités territoriales et des personnes qualifiées. La politique éducative est fixée par un projet d'établissement élaboré pour une durée de quatre ans. Selon leur statut, les EPLE sont rattachés à différents échelons :
| Établissement | Niveau de gestion | Collectivité territoriale | Service de l‘État |
| ------------- | ----------------- | ------------------------- | --- |
| Collège       | Départemental     | Conseil départemental     | DSDEN (direction des services départementaux de l'Éducation nationale/inspection académique) |
| Lycée, EREA   | Régional          | Conseil régional          | Rectorat, pour la gestion des personnels essentiellement (la DSDEN reste compétente pour traiter de questions concernant directement les élèves et leurs familles : affectations, absentéisme scolaire, litiges avec un établissement donné...) |

### Statut juridique
La 1re loi de décentralisation de 1983 a transformé ces établissements, autrefois classés comme « établissements publics nationaux » en établissements publics locaux d'enseignement. Gérés auparavant par le seul ministère de l'Éducation nationale, ils dépendent aujourd'hui en partie des collectivités territoriales.
Le régime des EPLE a été établi par le décret no 85-924 du 30 août 1985 désormais abrogé car codifié dans le code de l'éducation. Il est maintenant fixé au titre II du livre IV de la partie réglementaire du code de l'éducation.
Les EPLE ont, à présent, le statut d'établissements publics à caractère administratif.
Ce sont juridiquement des personnes morales de droit public.
Ils sont placés sous la responsabilité d'un chef d'établissement et sont gérés par un conseil d'administration. Ils disposent d'une relative autonomie administrative, financière et pédagogique.

## Gouvernance

### Chef d'établissement
Le statut du chef d'établissement et de son adjoint pédagogique est prévu à l'article 2 du décret no 2001-1174 du 11 décembre 2001 (modifié en 2007) portant statut particulier du corps des personnels de direction d'EPLE ou de formation de l'éducation nationale : « les personnels de direction participent à l'encadrement du système éducatif et aux actions d'éducation. À ce titre ils occupent principalement des emplois de direction d'établissement d'enseignement ou de formation [...] »
On note que la rédaction de ce décret peut être perçue comme maladroite. Les expressions « personnel de direction » et « corps de direction » semblent employées comme équivalentes, ce qui peut paraître loin d'être pertinent.
Le chef d'établissement représente l'État au sein de l'établissement. Il est également l'organe exécutif du Conseil d'administration. Il se voit confier, en particulier, les missions suivantes :
- pilotage du projet d'établissement ;
- organisation de la structure éducative : emploi du temps des élèves et des personnels ;
- garant du respect de la loi au sein de l'établissement, application du règlement intérieur ;
- ordonnateur des dépenses et recettes ;
- représentation de l'EPLE auprès des partenaires et des services de l'État ;
- présidence du Conseil d'administration ;
- recrutement et gestion de certains personnels (assistants d'éducation, assistant pédagogique, contrat aidé comme actuellement le contrat unique d'insertion…) ;
- fonctionnement pratique de l'établissement (hygiène, sécurité…).

Le chef d'établissement a autorité sur tous les personnels de l'établissement (à nuancer pour les agents de la fonction publique territoriale intervenant dans le lycée qui ont leurs propres chefs dans le bassin), hormis pour les pratiques didactiques des enseignants, qui relèvent des inspecteurs de chaque discipline. Le chef d'établissement est appelé « principal » en collège, et « proviseur » en lycée.
Pour assurer le fonctionnement de l'établissement, le chef d'établissement est en général secondé par un adjoint (voire deux) qui est chargé des questions d'organisation pédagogique, ainsi que par un adjoint gestionnaire. Lorsqu'une section d'enseignement général et professionnel adapté (SEGPA) est rattachée à l'établissement, un directeur adjoint est nommé : il est membre de l'équipe de direction.

### Le secrétaire général
Le secrétaire général assure les fonctions suivantes :
- maintenance et entretien du patrimoine immobilier et mobilier ;
- organisation de l'hébergement (internat) et du service de restauration (demi-pension) ;
- sécurité des locaux et prévention des risques ;
- gestion financière de l'EPLE ;
- encadrement des personnels ATOSS (administratif, Technique, Ouvrier, de Service et de Santé), dont les Adjoints techniques des établissements d'enseignement.

Ces fonctions relèvent juridiquement du chef d'établissement, mais la pratique veut que le secrétaire général les exécute au quotidien. Cela pose le problème de la délégation, comme on l'étudiera infra. 
L'emploi de gestionnaire est évoqué à l'article R. 421-13 du code de l'éducation : 

« Le chef d'établissement est secondé dans ses missions par un chef d'établissement adjoint, membre de l'équipe de direction, nommé par le ministre chargé de l'éducation ou l'autorité académique habilitée à cet effet, ainsi que, le cas échéant, par le directeur adjoint de la section d'enseignement général et professionnel adaptée. Un professeur ou un conseiller principal d'éducation peut assurer à temps partiel ces fonctions d'adjoint. Dans une école régionale du premier degré ou un établissement régional d'enseignement adapté, cette fonction peut être assurée par un enseignant du premier degré titulaire du certificat d'aptitude professionnelle pour les aides spécialisées, les enseignements adaptés et la scolarisation des élèves en situation de handicap, ou de l'un des diplômes auquel il se substitue, ou par un enseignant du second degré titulaire du certificat complémentaire pour les enseignements adaptés et la scolarisation des élèves en situation de handicap. »

Cet article précise : 

« Le chef d'établissement est secondé dans ses tâches de gestion matérielle, financière et administrative par un adjoint gestionnaire, membre de l'équipe de direction, nommé par le ministre chargé de l'éducation nationale ou l'autorité académique habilitée à cet effet, parmi les personnels de l'administration scolaire et universitaire. L'adjoint gestionnaire est chargé, sous l'autorité du chef d'établissement et dans son champ de compétence, des relations avec les collectivités territoriales et il organise le travail des personnels administratifs et techniques affectés ou mis à disposition de l'établissement. Le chef d'établissement peut déléguer sa signature à chacun de ses adjoints. »

Le conseil d’État a précisé que le gestionnaire n'avait pas, dans l'établissement, d'autre supérieur hiérarchique direct que le chef d'établissement (Arrêt Conseil d'État, 29 juillet 2002, Wacheux c/ ministre de l'éducation nationale, Légifrance no 224699). Cela revient à dire que cet emploi de second se situe à un niveau hiérarchique égal à celui de l'adjoint, second pédagogique.
Le fait que l'adjoint gestionnaire soit règlementairement décrit comme membre de « l'équipe de direction » n'en fait pas un « personnel de direction ». L'article R. 421-8 du code de l'éducation dispose que le chef d'établissement est à la fois organe exécutif et ordonnateur des recettes et des dépenses de l'établissement. 
Le chapitre I du décret no 62-1587 du 29 décembre 1962, portant règlement général sur la comptabilité publique et les articles R. 421-59 et suivants du code de l'éducation précise : c'est le chef d'établissement qui prépare le budget, qui l'exécute, qui engage les dépenses, qui mandate les paiements, qui ordonne les recettes, qui prépare les CA, qui propose l'ordre du jour, etc.
Il n'est pas fait allusion au gestionnaire. 
L'article R. 421-13, § 3 mentionne que le chef d'établissement peut déléguer sa signature au gestionnaire ; mais délégation ne veut pas dire émancipation hiérarchique. Le chef d'établissement est  seul maître à bord, dans le cadre des lois et des règlements, et sous le contrôle du juge administratif, selon la formule consacrée.
Le gestionnaire ne détient ni compétences propres, ni « missions ». Pour délimiter les compétences du gestionnaire par rapport à celles du chef d’établissement, le ministère de l'Éducation nationale a publié la circulaire du 6 février 1997, relative aux missions du gestionnaire. Les organisations syndicales et un grand nombre de gestionnaires ont présenté cette circulaire soit comme une victoire, soit comme la reconnaissance du « métier » de gestionnaire.
Le Conseil d'État a rappelé, suivant une jurisprudence constante, que cette circulaire ne pouvait être qu’interprétative, et qu'elle ne saurait avoir pour effet de transférer, vers le gestionnaire, des compétences que le chef d'établissement reçoit de par la loi (Arrêt Conseil d'État, 22 février 1999, Syndicat national de l'administration scolaire, universitaire et des bibliothèques FSU c/ ministre de l'éducation nationale, Légifrance no 187208).
Dans un arrêt du 11 juin 2007, un requérant relevait d'ailleurs que l'expression « gestionnaire » ne se rapporte à aucune définition règlementaire (Arrêt Conseil d'État, 11 juin 2007 M. Rolland A... c/ ministre de l'éducation nationale, Légifrance no 286845). La réglementation ne connaît que le corps des administrateurs, des attachés (article 2 du décret no 2005-1215 du 26 septembre 2005 portant dispositions statutaires communes applicables aux corps des attachés d'administration et à certains corps analogues), celui des secrétaires ou des adjoints d'administration scolaire et universitaire, mais pas celui des gestionnaires ou intendants, mots dénués de portée juridique.
Les mots « gestionnaire » et « intendant » ne renvoient à aucune définition règlementaire. L'appréciation des tâches dévolues à un fonctionnaire employé comme gestionnaire ne peut que s'analyser au regard du corps auquel il est rattaché. Les « missions » du gestionnaire n'existent juridiquement pas, sauf à ce que le chef d'établissement établisse une délégation régulièrement publiée au recueil des actes administratifs de la préfecture compétente.

### Agent comptable
L'agent comptable est responsable de la comptabilité de l'établissement. À ce titre, il est chargé d'un certain nombre de tâches : encaissement des droits et recettes perçus par l'établissement ; paiement des dépenses sur ordre de l'ordonnateur (le chef d'établissement) ; élaboration du compte financier ; garde, maniement et conservation des fonds et valeurs (comptes courants, trésorerie, etc.) ; tenue de la comptabilité générale, etc. 
Il est également habilité et tenu de contrôler les opérations comptables de l'établissement : autorisations de percevoir, mises en recouvrement, disponibilité des crédits, imputation des dépenses, etc.
Il peut suspendre un paiement ordonné par le chef d'établissement, s'il estime l'acte irrégulier.
L'agent comptable, en sa qualité de comptable public, est pécuniairement et personnellement responsable. Sa prise de fonction est précédée d'un serment devant le juge des comptes, d'un cautionnement et d'une hypothèque légale. En vertu du principe de séparation de l'ordonnateur et du comptable, l'agent comptable ne peut être nommé dans un établissement, si celui-ci est dirigé par son conjoint.
Tous les EPLE ne sont pas pourvus d'un agent comptable propre. En effet, l'Éducation nationale a mis en place un réseau d'agences comptables, regroupant plusieurs établissements. Dans cette configuration, un EPLE se voit attribuer le siège d'une agence comptable, agence à laquelle sont financièrement rattachés un ou plusieurs établissements. Cette relation comptable n'entraîne en aucune manière de hiérarchisation ou de lien de dépendance entre les EPLE : seul l'agent comptable exerce une compétence sur les collèges ou lycées qui lui sont rattachés. Dans les EPLE sièges, c'est le gestionnaire de l'établissement qui assume les fonctions d'agent comptable.

### Conseil d'administration
Le conseil d'administration est la seule instance de délibération et de décision de l'EPLE. Il traite de toutes les questions pédagogiques et financières liées au fonctionnement de l’établissement. Certains sujets doivent obligatoirement être discutés au préalable au sein d'un comité restreint appelé commission permanente (art. R. 421-41 du code de l'éducation).
Depuis le code des marchés publics du 7 mars 2001, tout achat d'un EPLE fait l'objet de règles très strictes quant à la mise en concurrence et la transparence des transactions. À partir d'une certaine somme, les offres commerciales doivent être étudiées par une commission d'étude dite d'appel d'offres dont les membres sont issus du CA. Le chef d'établissement ne peut ordonner la dépense qu'une fois la décision rendue.
La Commission d’appel d’offres examine les candidatures et les offres, et attribue le marché pour les marchés publics ou accords-cadres passés selon une procédure formalisées. Elle n’est pas nécessaire ni obligatoire pour les MAPA (marchés inférieurs à 215 000 € HT).
Attention cependant : si le règlement intérieur de la commande publique de l’EPLE a fixé un seuil inférieur et a donné compétence à la CAO, ce sont les règles du règlement intérieur de la commande publique de l’EPLE qui s’appliquent.
Le code des marchés publics actuel du 1er août 2006 prévoit la possibilité de créer plusieurs CAO à caractère permanent et non plus une seule. Il laisse également la faculté de constituer une commission spécifique pour la passation d’un marché déterminé.
Sa composition pour un EPLE est la suivante : 

#### Membres ayant voix délibérative
- le chef d’établissement (représentant légal de l’établissement) ou son représentant qui assure la présidence de la commission,
- de deux à quatre membres du conseil d’administration, désignés par celui-ci.
- Un même nombre de suppléants sera désigné.

En cas de partage égal des voix, la voix du président est prépondérante.

#### Membres ayant voix consultative
- un ou plusieurs membres du service technique compétent si nécessaire,
- toute personnalité désignée par le président de la commission en raison de ses compétences dans la matière qui fait la consultation.
- Sur invitation : l’agent comptable de l’établissement.
- Le représentant du directeur départemental de la concurrence, de la consommation et de la répression des fraudes.

La commission d’appel d’offres peut faire appel au concours d’agents de la personne publique compétents en matière de droit des marchés publics. À noter que s’agissant d’une émanation du conseil d’administration, le renouvellement du conseil d’administration entraîne le renouvellement de la commission.
Les convocations aux réunions de la commission sont adressées à ses membres au moins 5 jours francs avant la date prévue pour la réunion. Aucune condition de forme n’est imposée, mais il est important de pouvoir en faire la preuve. Le quorum est atteint lorsque plus de la moitié des membres ayant voix délibérative sont présents. Si le quorum n’est pas atteint, la commission d’offres est à nouveau convoquée. Elle se réunit alors valablement sans condition de quorum. La commission d’appel d’offres dresse procès-verbal de ses réunions. Tous ses membres peuvent demander que leurs observations soient portées au procès-verbal.

### Autres Conseils
Le conseil pédagogique définit la politique pédagogique de l'établissement en appui sur le projet d'établissement. Il réfléchit sur des thématiques comme les modalités de mise en œuvre des directives nationales et locales, l'harmonisation des pratiques d'évaluation, l'organisation des sorties et voyages, les stratégies locales éducatives.
Il est présidé par le chef d'établissement et est composé de représentants d'enseignants des différents niveaux d'enseignement (dont professeurs principaux), ainsi que du conseiller principal d'éducation et le cas échéant du DDFPT.
Instauré par la loi d'orientation et de programmation pour la refondation de l'école de la République du 8 juillet 2013, le conseil école-collège a pour objectif d'assurer la continuité pédagogique et la cohérence éducative entre l’école et le collège. Sa mission est essentiellement pédagogique et ne se limite pas à assurer la liaison entre la classe de CM2 et celle de sixième (Art L401-4, L331-1, L311-3 et L332-3 du Code de l'éducation). La présidence est assurée conjointement par le principal du collège et l'Inspecteur de l'Éducation nationale (IEN) chargé de circonscription du premier degré. Les membres sont issus de manière équilibrée du personnel du premier degré et du second degré.
Les conseils d'enseignements regroupent les professeurs du même champ disciplinaire, pour traiter des questions pédagogiques spécifiques.
Les membres issus du CA se réunissent lorsque doit être prise une décision disciplinaire ne relevant plus de la seule compétence du chef d'établissement (renvoi définitif ou exclusion définitive d'un service, comme la cantine).
Créée en 2011, la commission éducative se réunit pour examiner, en dehors d'une procédure disciplinaire, la situation « d'un élève dont le comportement est inadapté aux règles de vie dans l'établissement ». Présidée par le chef d'établissement ou son représentant, elle comprend au moins un professeur, éventuellement d'autres membres du personnel, et, au moins, un parent d'élève.
Auparavant informelle et non obligatoire, la loi d'orientation de 2005 en a fait un axe prioritaire de la politique globale de réussite des élèves. Elle est présidée par le chef d'établissement.
Les membres, tous volontaires, doivent proposer et coordonner les actions éducatives menées dans l'établissement telles que la prévention de la violence, l'éducation à la sexualité, l'éducation à la citoyenneté, la prévention des conduites à risques, l'aide aux familles dans la lutte contre l'exclusion.
Le Comité d'hygiène et de sécurité (CHS) est chargé de veiller à l'application des normes d'hygiène et de sécurité au sein de l'EPLE.
La commission du fonds social collégien ou lycéen donne son avis sur l'attribution d'aides exceptionnelles aux lycéens / collégiens en difficulté ou à leurs familles.
Le conseil de classe examine les questions pédagogiques intéressant la vie de la classe, notamment les modalités d'organisation du travail personnel des élèves. Le professeur principal qui assure la tâche de coordination et de suivi, ou un représentant de l'équipe pédagogique, expose au conseil de classe les résultats obtenus par les élèves et présente ses observations sur les conseils en orientation formulés par l'équipe. Sur ces bases et, en prenant en compte l'ensemble des éléments d'ordre éducatif, médical et social apporté par ses membres, le conseil de classe examine le déroulement de la scolarité de chaque élève afin de mieux le guider dans son travail et ses choix d'études. Le conseil de classe se prononce sur les conditions dans lesquelles se poursuit la scolarité de l'élève. Il émet des propositions d'orientation ou de redoublement.
Le professeur principal d'une classe réunit l'équipe pédagogique (enseignants intervenant dans cette classe) pour traiter de toute question d'ordre pédagogique. Les conseils de professeurs se réunissent en général à mi-trimestre ou mi-semestre.
Aussi nommé Conseil des délégués pour la vie lycéenne, le Comité représentatif des lycéens au sein de l'établissement a pour charge de faire des propositions pour améliorer la vie quotidienne des élèves.
L’ensemble des délégués de classe, y compris ceux des classes post-baccalauréat, se réunissent en assemblée générale sous la présidence du chef d’établissement au moins deux fois par an.
L'assemblée générale élit les représentants des délégués des élèves au conseil d’administration et au conseil de la vie lycéenne.

## Liste du personnel

### Gestion
- Chefs d'établissement (proviseur de lycée ou principal de collège)
- Chefs d'établissement-adjoints[13] (proviseur adjoint ou principal adjoint)
- Secrétaire Général (nommés directeur administratif et financier dans les établissements d'enseignement français à l'étranger)

- Attachés d'intendance
- Secrétaires d'intendance, de direction...

### Enseignement et documentation
- Professeurs (titulaires) agrégés et certifiés (dont professeurs documentalistes)
- Assistants pédagogiques / Emploi d'Avenir / Professeurs non titulaires (remplaçants)
- Assistants de langues étrangères
- Aides-documentalistes
- Directeurs techniques du GRETA
- Conseillers en Formation Continue
- Formateurs

- Enseignants référents à la scolarisation des élèves en situation de handicap
- AESH (Accompagnant des Élèves en Situation de Handicap) ; ancienne appellation : auxiliaires de vie scolaire

- Coordinateurs de programme ECLAIR
- Secrétaires de réseau de réussite scolaire
- Préfets des études

### Vie scolaire
- Conseillers principaux d'éducation (CPE) (héritiers des surveillants généraux depuis 1970)
- Assistants d'éducation (ont remplacé les maîtres d'internat et surveillants d'externat depuis 2003)
- Autres personnels d'encadrement des élèves (agents de prévention et de sécurité...)

- PsyEn (psychologue de l'éducation nationale, ancien Conseiller d'Orientation-Psychologue) généralement rattaché à plusieurs établissements et à un CIO

### Service médical et professionnel
- Chef de travaux (nouvelle appellation : DDFPT - Directeur Délégué aux Formations Professionnelles et Technologiques)
- Assistants du DDFPT
- Magasiniers des ateliers

- Médecins de l'Éducation nationale (généralement rattachés à plusieurs établissements)
- Infirmiers de l'Éducation Nationale
- Assistants de service social (généralement rattachés à plusieurs établissements)

- Techniciens
- Adjoints techniques
- Agents-chefs
- Agents d'accueil
- Ouvriers et techniciens (espaces verts, maintenance de l'établissement...)
- Lingers (internat...)
- Agents d'entretien et d'hygiène

- Assistants de prévention et de sécurité
- Vigiles, veilleurs de nuit, gardiens...

- Chefs de cuisine
- Seconds de cuisine
- Agents de restauration

Ces différents personnels interviennent au sein de l'EPLE, mais avec des statuts variés : fonctionnaires de l'État, fonctionnaires territoriaux (Adjoints techniques territoriaux des établissements d'enseignement...), employés de droit public ou privé (Assistants d'éducation, professeurs contractuels...), employés de sociétés sous-traitantes (certaines cantines...), volontaires en service civique, etc.
Parmi les fonctionnaires, les enseignants appartiennent à des corps du ministère de l'Éducation nationale (professeurs agrégés, professeurs certifiés, professeurs des lycées professionnels, professeurs des écoles, professeurs d'enseignement général de collège), de même que les personnels administratifs ou d'intendance (attachés administratifs, attachés principaux, secrétaires administratifs, conseiller d'administration scolaire et universitaire). Les personnels de direction, CPE, médecins et infirmiers de l'Éducation nationale, assistants de service social, relèvent également de l'Éducation nationale.
Les professeurs-documentalistes et les chefs de travaux appartiennent aux corps enseignants de l'enseignement scolaire.
Certains fonctionnaires des EPLE appartiennent enfin à des corps qui relèvent d'autres administrations : techniciens de laboratoire (ministère chargé de l'Enseignement supérieur et de la Recherche).
Dans les établissements agricoles, la plupart des fonctionnaires relèvent du ministère de l'Agriculture.